# 강장수의 러브하우스
《강장수의 러브하우스》는 2004년 10월 22일에 MBC에서 방영한 베스트극장이다.

## 등장 인물

### 주요 인물
- 김지훈 : 장수 역
- 조은지 : 승희 역

### 그 외 인물
- 문지윤
- 문미봉
- 김용희
- 김일웅
- 박정순
- 양현태
- 김남길
- 고태산
- 고진명
- 신준영
- 이석민 : 호두 역 (아역)